# مرتضی رضوی

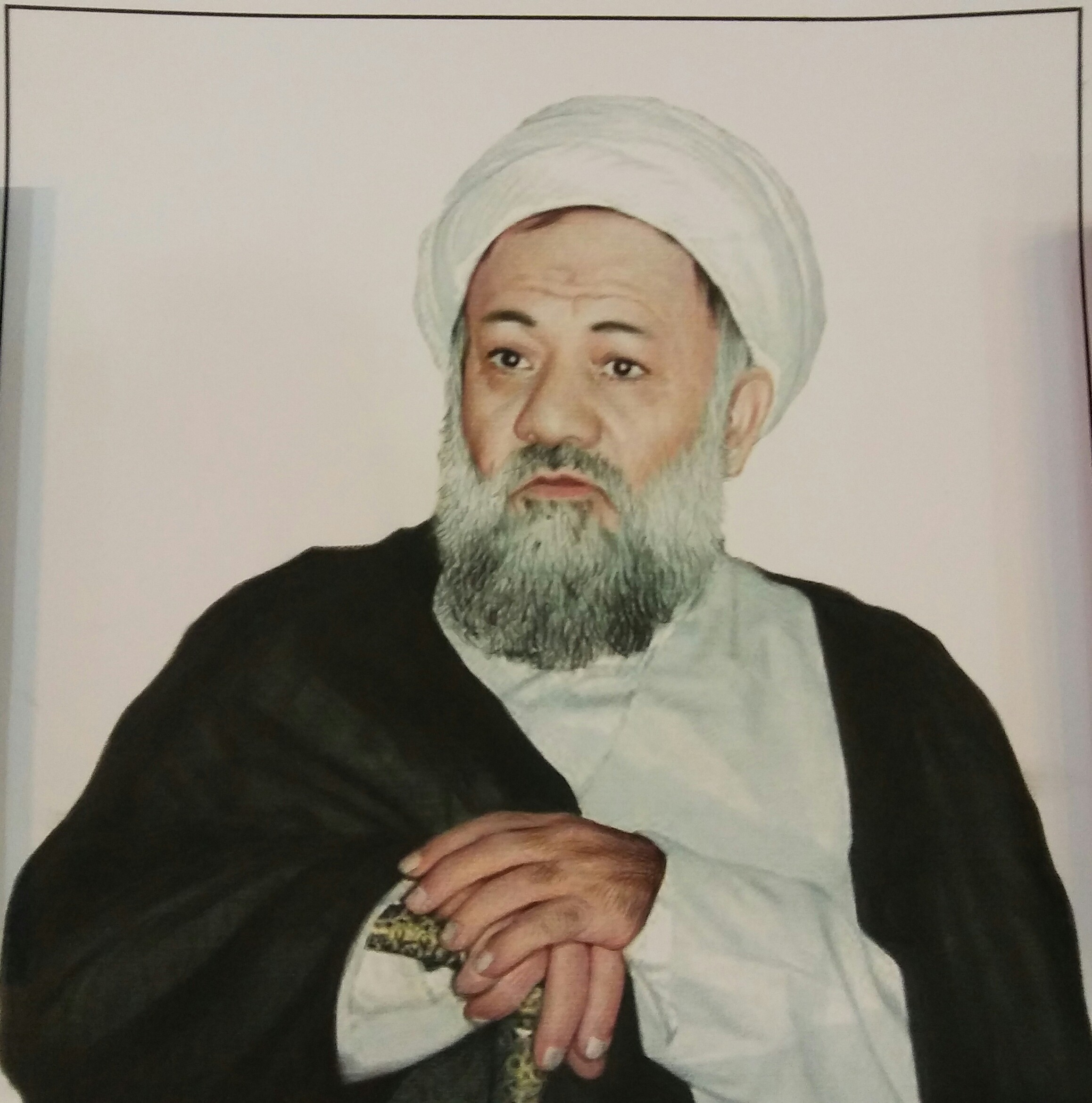

علامه مرتضی رضوی (۲۶ دی ۱۳۲۶) نویسنده، فقیه، مفسّر، فیلسوف، متکلم، کیهان‌شناس، جامعه‌شناس، نظریه‌پرداز و سیاستمدار سابق ایرانی است؛ وی از مبارزین پیش از انقلاب بوده و پس از انقلاب ۱۳۵۷ ایران نماینده دوره دوم مجلس شورای اسلامی از حوزه انتخابیه تبریز شد.

## تحصیلات
او در روستای راهدانه از توابع شهرستان نقده واقع در استان آذربایجان غربی متولد گردید؛ خاندان رضوی روحانی بوده‌اند او فرزند ارشد محمد حسین رضوی و پدر بزرگش عباسقلی رضوی و جدش رضاقلی رضوی (اورموی) از فقها و مجتهدین تحصیل کرده نجف بودند که همه آن‌ها و پدران و برادرانشان روحانی بوده‌اند. رضاقلی علاوه بر فقه، در کیهان‌شناسی، تقویم نویسی، طب، ریاضیات و هنر معماری نیز تبحر داشت، او در پی درگیری و مقابله با حاکم و سردار ارومیه، ناگزیر منطقه سولدوز را برای اقامت برگزیده بود. جد بزرگترش، محمدعلی کاظمینی از شهر کاظمین به ارومیه مهاجرت کرده بود و از علمای بزرگ آن دیار به‌شمار می‌رفت که در ایام جوانی معلم شاهزاده ملک قاسم میرزا و فرزندان او بوده‌است؛ عموهای وی، محمدحسن، محمدامین رضوی صاحب کتاب تجسم عمل که از علمای برجسته معاصر می‌باشد و میرزا محمد و فضل‌الله روحانی بوده‌اند.
مرتضی رضوی تحصیلات ابتدایی را در مدرسه و مقدمات حوزه را نزد پدربزرگش عباسقلی رضوی فراگرفت و برای ادامه تحصیل به شهر قم مهاجرت نمود؛ دروس فلسفه و منطق را نزد بزرگانی چون انصاری شیرازی، مفتح و مرتضی مطهری گذراند و فقه و مکاسب را در درس اساتید، فاضل لنکرانی و جعفر سبحانی و درس «خارج» را مدتی نزد محقق داماد، و آنگاه از درس خارج شریعتمداری، گلپایگانی و ملکوتی بهره‌مند شد.

## فعالیت‌های سیاسی

### پیش ازانقلاب اسلامی
مرتضی رضوی در سال‌های پیش از انقلاب پس از مراجعت از قم تا سال ۱۳۵۶هجری شمسی ۱۸ بار توسط ساواک دستگیر و در سال ۱۳۵۶ دستگیر و به عنوان اولین تبعیدی آذربایجان غربی به شهرستان لار تبعید شدند و پس از بازگشت از تبعید تا پیروزی انقلاب ۱۳۵۷ ایران به مبارزه با نظام ادامه داد.

### پس از انقلاب اسلامی
او در سال ۱۳۶۳ پس از چند سال فعالیت علمی تبلیغی در آذربایجان از سوی مردم تبریز به نمایندگی در مجلس شورای اسلامی انتخاب شد؛ پس از اتمام کار مجلس دوم به عنوان کاندید از حوزه انتخابیه تهران ثبت نام کرد که با اختلاف وزارت کشور و شورای نگهبان به جهت مصلحت نظام از ادامه حضور در انتخابات استعفا داد؛ او سال‌ها در پستهای معاونت وزیر و مشاور وزیر به فعالیت‌های سیاسی خود ادامه داد.

## فعالیت‌های علمی

### تدریس
وی سال‌ها در حوزه به تدریس علوم حوزوی مشغول بوده و پس از دوره ای که مدیر حوزه حضرت عبدالعظیم در شهر ری بود در سال‌های ۱۳۷۲ لغایت ۱۳۷۵ به تدریس کفایه در این حوزه پرداخت؛ استاد چند سال هم در دانشکده سلامت ایمنی و محیط زیست به تدریس معارف اسلامی پرداخت.

### تألیف
او طی سالیان عمر خود حدود ۵۰ جلد کتاب در زمینه معارف اسلامی تألیف نموده که در سایت رسمیش (بینش نو : http://binesheno.com) و سایر پایگاه‌های نشر کتاب‌های دیجیتالی منتشر گردیده‌است همچنین بیش از صد و هشتاد مقاله از او در روزنامه‌ها به چاپ رسیده و ده‌ها مطلب و مقاله از او در نشریات منتشر گردیده‌است.

### لیست کتابها
| 1-تبیین جهان و انسان               | 17-جامع الشتات جلد ۱                    | 32-حلقات ۱ در احکام ماءالبئر                                     |
| 2-قرآن و نظام رشته‌ای جهان          | 18-جامع الشتات جلد ۲                    | 33-حلقات ۲ ویژگیهای کتاب الخمس                                   |
| 3-گذری بر جامعه‌شناسی شناخت         | 19-جامع الشتات جلد ۳                    | 34-حلقات ۳ جامعه‌شناسی نکاح متعه                                  |
| 4-نقد مبانی حکمت متعالیه           | 20-جامع الشتات جلد ۴                    | 35-حلقات ۴ سیر تحول وضو در میان امت                              |
| 5-جامعه‌شناسی انقلاب مخملی در ایران | 21-جامع الشتات جلد ۵                    | 36-حلقات ۵ جامعه‌شناسی کاربرد تکواژه الرحمن در انهدام توتمیسم عرب |
| 6-آفریدگار و آفرینش                | 22-جامع الشتات جلد ۶                    | 37-رؤیت هلال                                                     |
| 7-کابالا و پایان تاریخش            | 23-جامع الشتات جلد ۷                    | 38-انسان و علوم انسانی در صحیفه سجادیه جلد ۱                     |
| 8-تشیع و فراگیری جهانیش            | 24-جامع الشتات جلد ۸                    | 39-انسان و علوم انسانی در صحیفه سجادیه جلد ۲                     |
| 9-دو دست خدا                       | 25-جامع الشتات جلد ۹                    | 40-انسان و علوم انسانی در صحیفه سجادیه جلد ۳                     |
| 10-انسان و چیستی زیبایی            | 26-جامع الشتات جلد ۱۰                   | 41-انسان و علوم انسانی در صحیفه سجادیه جلد ۴                     |
| 11-مکتب در فرایند تهاجمات تاریخی   | 27-نقدهای علامه طباطبائی بر علامه مجلسی | 42-انسان و علوم انسانی در صحیفه سجادیه جلد ۵                     |
| 12-جامعه‌شناسی کعبه                 | 28-محی الدین در آئینه فصوص جلد اول      | 43-انسان و علوم انسانی در صحیفه سجادیه جلد ۶                     |
| 13-آسیب‌شناسی حوزه                  | 29-محی الدین در آئینه فصوص جلد دوم      | 44-تک نگاره ها                                                   |
| 14-دانش ایمنی در اسلام             | 30-مجموعه مقالات جلد ۱                  | 45-سرمایه در اسلام                                               |
| 15-اسلام و مبانی مدیریت            | 31-مجموعه مقالات جلد ۲                  | 46-چنین گفت نیچه                                                 |
| 16-با دانشجویان فیزیک و کیهان‌شناسی |                                         | 47-نظام اقتصاد اسلامی 48-قلم مسموم در تهاجم به مکتب و امامت      |